# Jimmy Chérizier
Jimmy Chérizier, detto Barbecue (Delmas, 30 marzo 1977), è un criminale haitiano.

## Biografia
Chérizier è nato a Delmas, Ouest, vicino alla baraccopoli di La Saline, nella periferia di Port-au-Prince. Suo padre morì quando lui aveva cinque anni.
Prima di diventare un gangster, Chérizier è stato un ufficiale della Polizia Nazionale di Haiti. Chérizier apparteneva all'Unité Départementale pour le Maintien de l'Ordre (UDMO, "Unità per il Mantenimento dell'Ordine"), un'unità speciale. Mentre era un ufficiale di polizia, Chérizier avrebbe perpetrato i massacri di Grande Ravine del 2017, dove sono rimaste uccise almeno nove persone e quello di La Saline dell'anno successivo, in cui sono state uccise almeno 71 persone e sono state bruciate oltre 400 case. Nel dicembre 2018, Chérizier è stato licenziato dalla Polizia nazionale haitiana. È così diventato leader di una gang nella Base Delmas 6 e ha perpetrato diversi massacri, come quello di Bel-Air del 2019.
Chérizier è il leader delle Forze Rivoluzionarie della Famiglia G9 e degli Alleati (G9, in haitiano Fòs Revolisyonè G9 an Fanmi e Alye), un'autodefinita federazione di gruppi ribelli. L'organizzazione era originariamente composta da nove gruppi, ma da allora è cresciuta fino a comprenderne oltre una dozzina. La formazione del G9 è stata annunciata da Chérizier in un video su YouTube il 10 giugno 2020, subito dopo il massacro di Port-au-Prince del maggio 2020.
Il G9 è una delle circa 95 fazioni ribelli che lottano per la supremazia a Port-au-Prince. Si ritiene che la sua roccaforte sia proprio Delmas. A luglio 2021, controllava Martissant, Village de Dieu, Grande Ravine, Bel Air, Cité Soleil, Fort Dimanche e molte altre aree di Port-au-Prince. Il controllo di queste zone consentono al G9 di dominare anche il centro di Port-au-Prince tramite i suoi punti di accesso settentrionali e meridionali, permettendo al G9 di isolare la capitale haitiana dal resto del paese a proprio piacimento.
Il 12 maggio 2021 Chérizier sarebbe stato ferito durante uno scontro a fuoco con un gruppo rivale. Una struttura di Medici Senza Frontiere a Martissant ha smentito le voci secondo cui avrebbe ricevuto cure mediche presso la struttura.
Il G9 sarebbe responsabile di numerosi massacri di civili ad Haiti. Tra questi, un massacro del maggio 2020 in vari quartieri di Port-au-Prince che ha ucciso da 6 a 34 persone, un massacro dell'agosto-settembre 2020 che ha causato 22 morti e un massacro dell'aprile 2021 dopo un tentativo di presa di controllo di Bel Air a Port-au-Prince.
La Rete Nazionale di Difesa dei Diritti Umani (RNDDH), un gruppo per i diritti umani con sede ad Haiti, ha riferito del massacro del 2020-21 a Bel Air commesso dal G9. 81 persone sono state uccise in totale. 36 persone sono state uccise da agosto a dicembre 2020 e 45 da marzo a maggio 2021. 18 persone sono rimaste disperse. Un massacro a Cité Soleil, da gennaio a maggio 2021, ad opera del G9, ha ucciso 44 persone e ne ha lasciate sette disperse. Gruppi per i diritti umani e vittime hanno descritto le tattiche del G9 come uccisioni casuali di civili, stupri sistematici, saccheggi e incendi di villaggi, rapimenti e smembramenti.
Il G9 era un tempo strettamente alleato dell'ex presidente Jovenel Moïse ed era esente da procedimenti penali fintanto che faceva rispettare la pace nelle strade. Nelle indagini sul massacro di Bel Air del 2020-21 e sul massacro di Cité Soleil del 2021, l'RNDDH ha riferito che gli agenti della polizia nazionale haitiana non sono intervenuti nei massacri dopo non aver ricevuto ordini dai superiori e non hanno presentato alcun rapporto di polizia sulle testimonianze, e che le autorità giudiziarie hanno affermato di non aver ricevuto alcuna denuncia da parte delle vittime. L'RNDDH ha ricevuto segnalazioni sull'utilizzo di armi in dotazione alla polizia nelle stragi. Alcuni haitiani sostengono che il presidente Moïse sia responsabile dei massacri, utilizzando la banda di Chérizier per reprimere i dissidenti del governo.
Nelle settimane precedenti l'assassinio di Moïse, le Nazioni Unite hanno descritto la violenza delle bande come un picco a "livelli senza precedenti" e la violenza delle bande ha causato un esodo di massa di diverse migliaia di persone da Port-au-Prince. Chérizier ha chiesto pubblicamente le dimissioni di Moïse dal suo incarico una settimana prima dell'assassinio, invocando un "dialogo nazionale" per ridefinire Haiti. All'indomani dell'assassinio, Chérizier ha pubblicamente pianto Moïse, guidando tra l'altro una folla di oltre un migliaio di manifestanti che chiedevano giustizia contro i colpevoli.
A partire dal luglio 2022, il G9 ha ingaggiato una guerra tra bande con la banda rivale G-Pèp per il controllo di Cité Soleil. La guerra tra varie bande di Port-au-Prince del 2022 ha provocato almeno 50 morti.
Il 12 settembre 2022, durante la penuria di carburante che ha caratterizzato la crisi di Haiti del 2022, il G9 ha preso il controllo del terminale di carburante Varreux, il più importante di Port-au-Prince e uno dei principali terminali di carburante del paese caraibico. Il G9 ha bloccato l'accesso al terminale, interrompendo le forniture di carburante di circa 10 milioni di galloni di gasolio e benzina e di oltre 800.000 galloni di cherosene al resto di Haiti. Chérizier ha inizialmente chiesto le dimissioni del Presidente e del Primo Ministro Ariel Henry come condizione per la fine del blocco. Dopo che Henry ha richiesto aiuti militari stranieri per porre fine al blocco, Chérizier ha cambiato le sue richieste, domandando l'amnistia per se stesso e altri membri del G9. Dopo i negoziati con Henry, il G9 ha posto fine al blocco a novembre.
Nel marzo 2024, Chérizier ha rivendicato la responsabilità di aver orchestrato attacchi che hanno portato all'evasione di oltre 4.700 detenuti dalle due più grandi carceri di Haiti e ucciso circa una dozzina di persone. Gli attacchi alle carceri sono stati seguiti dall'assalto all'aeroporto internazionale Toussaint Louverture di Port-au-Prince, respinto dalla sicurezza. Chérizier ha dichiarato che l'obiettivo era catturare il capo della polizia e i ministri del governo haitiano e impedire il ritorno del Primo Ministro Henry ad Haiti.
A inizio 2023 si stima che l'80% di Port-au-Prince sia controllato dalla G9 e dalle bande affiliate. Il 3 marzo successivo è stato dichiarato lo stato di emergenza. A fine febbraio 2023 Chérizier ha annunciato l'esistenza dall'anno scorso di una coalizione di gang chiamata Viv Ansamn (Vivere Insieme), sorta come un patto di pace tra la federazione controllata da Barbecue e un'altra potente banda chiamata G-Pep e aveva come obiettivo principale quello di far cadere l'amministrazione di Henry.